# Pelourinho de Salvaterra do Extremo
O Pelourinho de Salvaterra do Extremo localiza-se em Salvaterra do Extremo, no Largo da Praça fronteiro à Casa da Câmara, na freguesia de Monfortinho e Salvaterra do Extremo, no município de Idanha-a-Nova, distrito de Castelo Branco, em Portugal.
Encontra-se classificado como Imóvel de Interesse Público desde 1933.
Edificado, possivelmente, em 1510, quando a povoação recebeu de D. Manuel o seu segundo foral, constitui um notável exemplar de arte manuelina. É formado por uma coluna assente num plinto ortogonal disposto sobre um soco quadrangular de três degraus. O capitel oitavado é ornado por botões e rosetas. O remate, encimado por uma pirâmide ornada por meias esferas, apresenta nas faces as armas nacionais, a esfera armilar e a cruz de Malta.